# Nienadowa Górna
Nienadowa Górna – część wsi Nienadowa w Polsce położona w województwie podkarpackim, w powiecie przemyskim, w gminie Dubiecko, w sołectwie Nienadowa.
W latach 1975–1998 miejscowość była położona w województwie przemyskim.
Na terenie miejscowości  znajduje się kościół parafii Najświętszego Serca Pana Jezusa.